# Jonathan Ansell
Jonathan Mark Ansell (Bognor Regis, Sussex, Inglaterra, 10 de marzo de 1982) es un cantante británico conocido por haber formado parte de la banda G4.

## Primeros años
Ansell nació en Bognor Regis el 10 de marzo de 1982, donde sus padres eran profesores de escuela primaria.[cita requerida] Influenciado por las cintas de su madre de Pavarotti y Los Tres Tenores, Ansell se unió a los Niños Cantores de West Sussex conducido por Arthur Robson, a los ocho años de edad. Él viajó extensivamente con el coro a Florida, Alemania y Francia, actuando en el Royal Festival Hall y cantó en varias ocasiones en Arundel Cathedral. Ansell estuvo con el coro hasta que se le quebró la voz a los 16 años de edad cuando perdió la habilidad de cantar los agudos pero después de la pubertad se dio cuenta de que había desarrollado una voz de tenor en su lugar.
Asistió al Bishop Luffa School en Chichester. Ansell alcanzó su octavo grado como un triplete a los 13 años de edad, y alcanzó su octavo grado como tenor a los 17.[cita requerida] Publicó un álbum solista en 2001 con sus ahorros.[cita requerida]
Después de una actuación de Love Changes Everything en un concierto del coro en Littlehampton, su diputado local Howard Flight, quien estaba en la audiencia, dispuesto a él para tener una audición preliminar en el Guildhall School of Music and Drama en Londres. Ansell sufrió de fiebre glandular desde comienzos de septiembre de 1999 a mediados de febrero de 2000, por lo que la audición se reprogramó de nuevo. Después de trabajar con el profesor de música Martin Elliott, ganó un lugar en el Guildhall dos años más tarde.

## G4
En Guildhall School, él formó la boy band de pop opera G4 con otros tres estudiantes Mike Christie, Tom Lowe, y Ben Thapa. Lowe más tarde renunció como bajista, siendo reemplazado por Matthew Stiff. Su nombre, G4, deriva de Guildhall 4.
G4 fue descubierto después de quedar en segundo lugar en el programa de talentos The X Factor en 2004. El álbum debut homónimo de G4 producido por Trevor Horn y Brian Rawling, alcanzó la posición #1 para la semana del Día de la madre en 2005. En total, G4 publicó tres álbumes: G4 (2005), G4 & Friends (2005) y Act Three (2006), vendiendo más de 1.5 millones de álbumes en Reino Unido, completando 5 giras Sold Out en Reino Unido, vendiendo más de 40.000 en DVD de su Live at the Royal Albert Hall (uno de los conciertos en su primera gira) y también publicaron una autobiografía Our Way.
Ansell rechazó el papel de Principe Tamino en la película de Kenneth Branagh basada en La flauta mágica de Mozart para continuar con la banda y seguir grabando. El 5 de abril de 2007, G4 anunció en GMTV su separación.

## Carrera solista

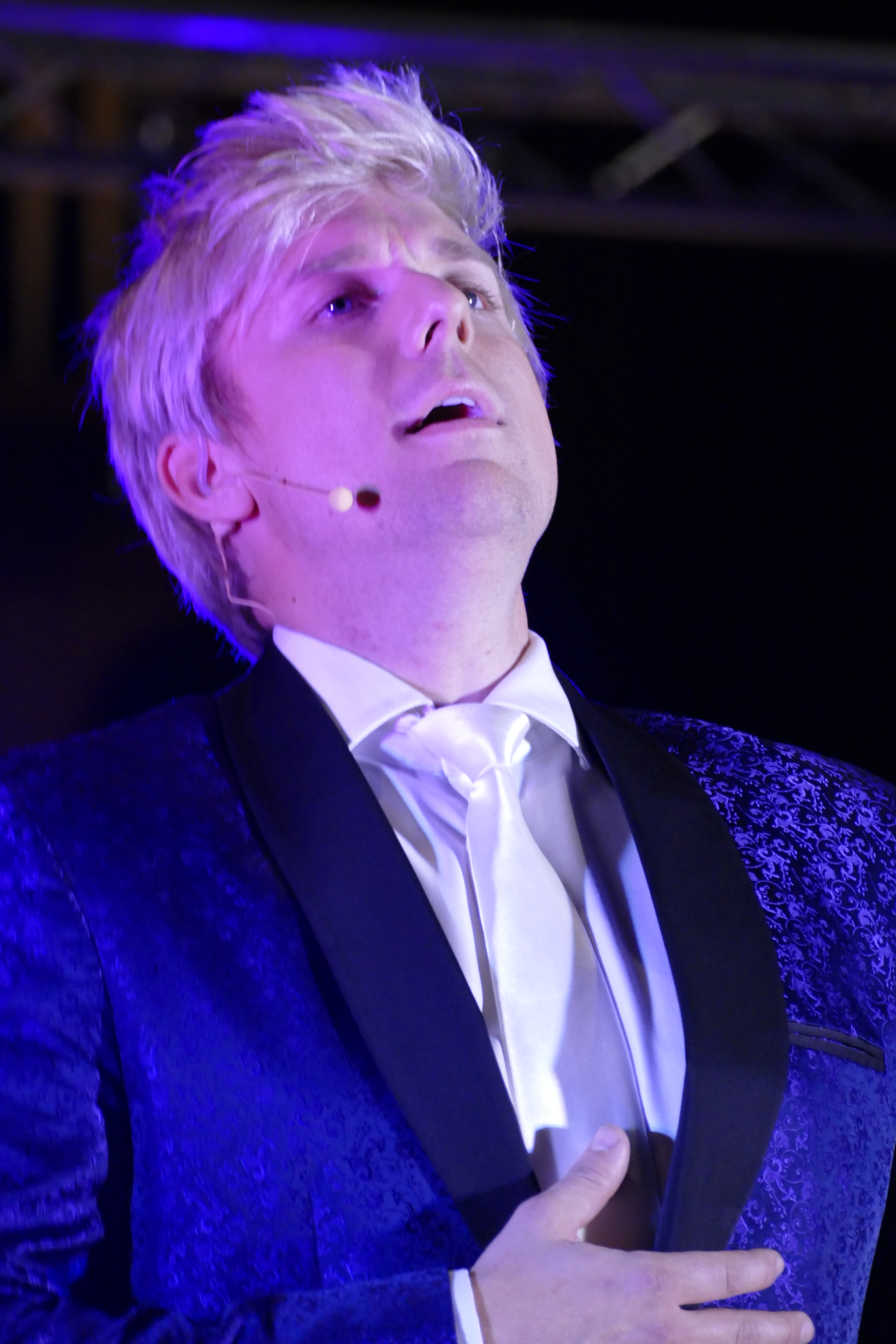
Jonathan Ansell en la catedral de Norwich, diciembre de 2017.

Ansell firmó con un nuevo mánager Jonathan Shalit en 2007 y fijó £1 millón, un acuerdo de 5 álbumes con Universal Classics and Jazz (UCJ), filial de Universal Music Group. Su primer álbum solista con UCJ Tenor at the Movies, fue publicado el 18 de febrero de 2008.
Durante cinco domingos en la tarde desde el 17 de febrero de 2008, Ansell presentó The Great Movie Composers en Classic FM coincidiendo con el lanzamiento de su álbum solista,
El 24 de febrero de 2008, el álbum de Ansell Tenor at the Movies llegó al #1 en los listados de música clásica y se mantuvo por tres semanas. Alcanzó la posición #9 en los listados mainstream, haciéndolo el tenor más joven en llegar a la cima de los listados de música clásica.[cita requerida]
Ansell participó en la edición de celebración del show de Channel 4 Come Dine With Me el 10 de abril de 2008, junto a MC Harvey, Tamara Beckwith y Lynsey de Paul. Ansell llegó en conjunto al primer lugar con MC Harvey, quienes anotaron 21 puntos ambos.  
El 8 de mayo de 2008, La participación de Ansell en el programa de BBC 'Ready Steady Cook contra Hayley Westenra fue transmitido. En la tarde del 8 de mayo de 2008, Ansell interpretó «Un Giorno Per Noi» con Westenra en el Classical Brits, Royal Albert Hall.
En una sesión Q&A con Last Choir Standing de BBC en su página web, Ansell dio su punto de vista sobre pertenecer a un coro: "La gente ve los coros en el escenario y en su mayor parte se ve muy cuadrado ... pero fuera del escenario que es donde toda la diversión sucede - en los ensayos, la hora del almuerzo, interactuando con gente nueva que, para mí, es lo que los coros son todo -.. tener que divertirse tanto dentro como fuera del escenario". Jonathan realizó una aparición especial en el show de resultados de Last Choir Standing el 3 de agosto de 2008 interpretando «Barcelona».

## Discografía
- Tenor at the Movies
- Forever
- Intimate Sunday
- Two Hearts